# 蒙西扬河畔加永
蒙西扬河畔加永（法語：Gaillon-sur-Montcient，發音：[ɡajɔ̃ syʁ mɔ̃sjɑ̃] ⓘ）是法国伊夫林省的一个市镇，属于芒特拉若利区。

## 地理
蒙西扬河畔加永（49°1'33"N, 1°53'35"E）面积4.83 平方千米，位于法国法蘭西島大區伊夫林省，该省份为法国北部内陆省份，北起瓦兹河谷省，西接厄尔省，西南接厄尔-卢瓦省，东南接埃松省，东临上塞纳省。
与蒙西扬河畔加永接壤的市镇（或旧市镇、城区）包括：阿德里库尔、伊夫林地区默朗、欧贝特河畔泰桑库尔、孔代库尔、隆盖斯、瑟兰库尔。
蒙西扬河畔加永的时区为UTC+01:00、UTC+02:00（夏令时）。

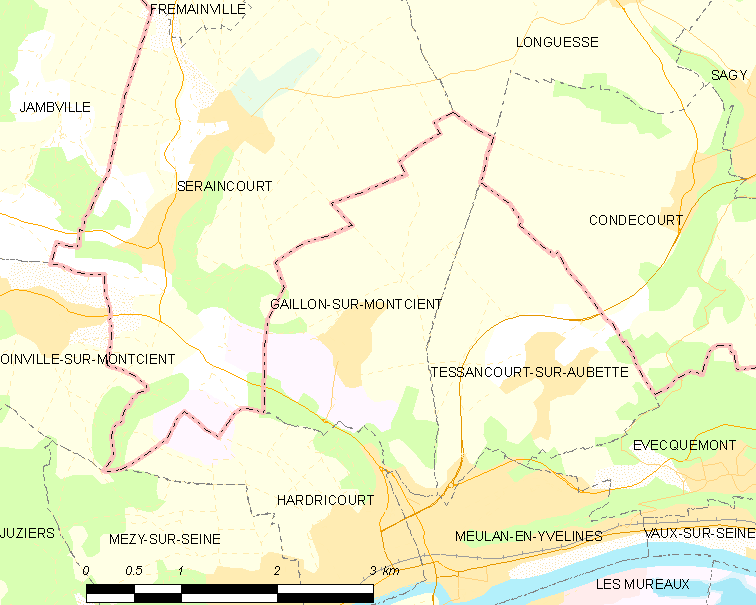
蒙西扬河畔加永的OSM定位图

## 行政
蒙西扬河畔加永的邮政编码为78250，INSEE市镇编码为78261。

## 政治
蒙西扬河畔加永所属的省级选区为莱米罗县。

## 人口

1962-2008年间蒙西扬河畔加永人口变化图示

蒙西扬河畔加永于2022年1月1日时的人口数量为691人。